# Have You Never Been Mellow
Have You Never Been Mellow è il sesto album in studio della cantante australiana Olivia Newton-John, pubblicato nel 1975.

## Tracce
Side 1
1. Have You Never Been Mellow (John Farrar) – 3:33
2. Loving Arms (Tom Jans) – 2:56
3. Lifestream (Ricky Nelson) – 2:38
4. Goodbye Again (John Denver) – 3:59
5. Water Under the Bridge (Petrina Lordan) – 3:05
6. I Never Did Sing You A Love Song (David Nichtern) – 2:47

Side 2
1. It's So Easy (Hank Marvin, Farrar) – 3:10
2. And in the Morning (Graeme Hall) – 4:36
3. Follow Me (Denver) – 3:03
4. The Air That I Breathe (Albert Hammond, Mike Hazelwood) – 3:52
5. Please Mr. Please (Bruce Welch) – 3:22